# Die große Volksverarsche
Die große Volksverarsche. Wie Industrie und Medien uns zum Narren halten. Ein Konsumenten-Navi. ist ein Sachbuch des deutschen Schauspielers Hannes Jaenicke. Es erschien am 28. Mai 2013 im Gütersloher Verlagshaus.

## Inhalt
Jaenicke widmet sich in dem Buch dem Verbraucherschutz. Anhand von Beispielen aus verschiedenen Wirtschaftsbereichen zeigt er Tricks von Unternehmen auf, Konsumenten in die Irre zu führen. Er gibt Ratschläge für den bewussten Konsum.

## Rezeption
Das Buch erreichte in seiner ersten Verkaufswoche Platz 1 der Spiegel-Bestsellerliste Sachbuch.

## Buchausgaben
- Die große Volksverarsche. Wie Industrie und Medien uns zum Narren halten. Ein Konsumenten-Navi. Gütersloher Verlagshaus, Gütersloh 2013, ISBN 978-3-579-06636-3
  - als Taschenbuch: Goldmann, München 2015, ISBN 978-3-442-17535-2